# ムルン
ムルン (モンゴル語: Мөрөн; ᠮᠥᠷᠡᠨ、英語: Mörön、「川」を意味し、Murunとも綴られる）はモンゴル国北部にあるフブスグル県の県庁所在地である。1933年より前は、ハトガルに県庁が置かれていた。
ムルンの街はあまり発達していないが、病院、博物館、劇場、郵便局、学校、幼稚園があり、これは他のモンゴル国内の県庁所在地と似たような状況である。さらに2004年、モンゴルの中央電力グリッドに接続された。全県庁所在地とウランバートルを舗装道路で結ぶという現行政府の努力により、2014年12月にムルンとウランバートルが舗装道路で結ばれた。

## 歴史
1809年11月、デルゲル川沿岸に作られたムルングリン クリー修道院から定住は始まった。20世紀の初めには、修道院に住むラマ僧の数は約1300人に増えたが、1937年に破壊された。1990年代、新たな小さい修道院（ダンザダルジャ キード）が町の西端に建設された。

## 人口

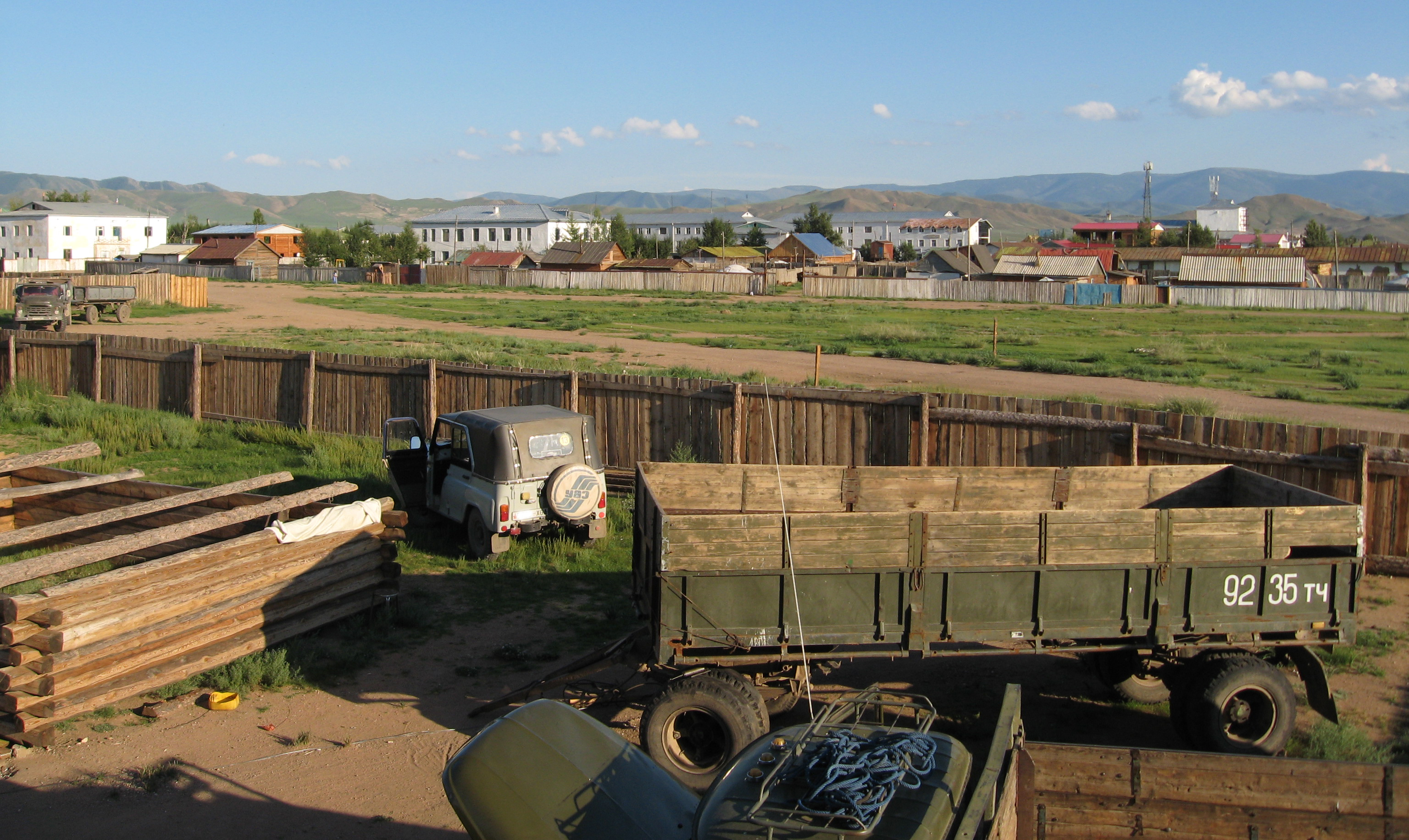
ムルン西部

| 1959年 推定 | 1969年 国勢調査 | 1979年 国勢調査 | 1989年 国勢調査 | 1994年 推定 | 2000年 国勢調査 | 2005年 推定 | 2007年 推定 | 2010年 国勢調査 |
| ----------- | --------------- | --------------- | --------------- | ----------- | --------------- | ----------- | ----------- | --------------- |
| 9,000       | 11,200          | 16,500          | 21,300          | 27,230      | 28,147          | 35,872      | 36,082      | 35,789          |

大半の住民はゲル地区に住んでいる。

## 空港
ムルン空港（ICAO: ZMMN, IATA: MXV）には舗装された滑走路が1本、砂利敷きの滑走路が1本、合計2本の滑走路がある。定期便がウランバートルとの間に運行されている。また西部の県に向かう便の一部がムルンに立ち寄る。

## 気候
1961年から1990年の期間を基準とすると、ムルンの気候は寒冷なステップ気候に分類され、長く非常に乾燥した寒い冬と短く温かい夏がある。5月の平均気温があと0.3 °C (0.5 °F)高ければステップ気候に分類されるが、これは乾燥が強すぎて湿潤大陸性気候には分類されないためである。最近数十年は高緯度地方の気候が穏やかになったので、より最近の平均を取ればステップ気候に分類されそうである。
| Mörönの気候              | Mörönの気候   | Mörönの気候   | Mörönの気候   | Mörönの気候  | Mörönの気候  | Mörönの気候  | Mörönの気候  | Mörönの気候 | Mörönの気候  | Mörönの気候   | Mörönの気候   | Mörönの気候   | Mörönの気候   |
| 月                       | 1月           | 2月           | 3月           | 4月          | 5月          | 6月          | 7月          | 8月         | 9月          | 10月          | 11月          | 12月          | 年            |
| ------------------------ | ------------- | ------------- | ------------- | ------------ | ------------ | ------------ | ------------ | ----------- | ------------ | ------------- | ------------- | ------------- | ------------- |
| 最高気温記録 °C （°F）   | 4.5 (40.1)    | 9.2 (48.6)    | 18.7 (65.7)   | 27.1 (80.8)  | 32.5 (90.5)  | 35.4 (95.7)  | 33.9 (93)    | 33.0 (91.4) | 28.8 (83.8)  | 23.6 (74.5)   | 10.7 (51.3)   | 9.6 (49.3)    | 35.4 (95.7)   |
| 平均最高気温 °C （°F）   | −14.5 (5.9)   | −9.3 (15.3)   | 0.8 (33.4)    | 9.9 (49.8)   | 18.2 (64.8)  | 22.9 (73.2)  | 23.4 (74.1)  | 21.9 (71.4) | 16.7 (62.1)  | 7.6 (45.7)    | −3.7 (25.3)   | −12.1 (10.2)  | 6.82 (44.27)  |
| 日平均気温 °C （°F）     | −22.7 (−8.9)  | −18.3 (−0.9)  | −8.0 (17.6)   | 1.4 (34.5)   | 9.7 (49.5)   | 15.2 (59.4)  | 16.2 (61.2)  | 14.4 (57.9) | 7.9 (46.2)   | −0.7 (30.7)   | −11.4 (11.5)  | −19.8 (−3.6)  | −1.34 (29.59) |
| 平均最低気温 °C （°F）   | −28.8 (−19.8) | −25.8 (−14.4) | −15.9 (3.4)   | −6.4 (20.5)  | 1.2 (34.2)   | 7.5 (45.5)   | 10.1 (50.2)  | 7.6 (45.7)  | 0.4 (32.7)   | −8.0 (17.6)   | −18.0 (−0.4)  | −25.6 (−14.1) | −8.47 (16.76) |
| 最低気温記録 °C （°F）   | −45.7 (−50.3) | −44.3 (−47.7) | −34.6 (−30.3) | −22.3 (−8.1) | −11.7 (10.9) | −5.8 (21.6)  | 1.4 (34.5)   | −1.6 (29.1) | −12.7 (9.1)  | −27.3 (−17.1) | −37.9 (−36.2) | −45.8 (−50.4) | −45.8 (−50.4) |
| 降水量 mm （inch）       | 1.3 (0.051)   | 1.0 (0.039)   | 0.8 (0.031)   | 7.0 (0.276)  | 15.3 (0.602) | 42.6 (1.677) | 59.6 (2.346) | 54.1 (2.13) | 17.5 (0.689) | 5.3 (0.209)   | 1.9 (0.075)   | 1.4 (0.055)   | 207.8 (8.18)  |
| 平均降水日数 （≥1.0 mm） | 0.5           | 0.5           | 0.5           | 1.4          | 2.9          | 6.8          | 10.2         | 8.0         | 3.7          | 1.3           | 0.3           | 0.4           | 36.5          |
| 平均月間日照時間         | 168.4         | 199.0         | 252.6         | 250.0        | 294.5        | 291.5        | 274.3        | 274.1       | 249.0        | 224.9         | 168.1         | 154.5         | 2,800.9       |
| 出典：NOAA (1961-1990)   |               |               |               |              |              |              |              |             |              |               |               |               |               |

## 有名な建物
- 19世紀の終わりには60の寺院と修道院がムルンにあった。約2500人の僧侶が暮らしているムルンギンチュリーキード修道院（Möröngiin Chüree Khiid Monastery）は最も重要な修道院の一つであった。ここはツァムダンスで有名であった。ところが1937年、ホルローギーン・チョイバルサンの命令によりモンゴル内の各地と同様にムルンにある修道院と寺院も全て破壊された。1990年6月、ムルンの西部に伝統的な様式でダンザダルジャキード（Danzadardscha Khiid）という小さい新たな修道院が建設された。ここで40人の僧侶が暮らしている[10]。また付近には舎利塔と背の高い仏像も建設されている。
- 公営の劇場と郵便局が大きな中央広場の南端と南西端にある。逆側にある社会主義様式で建設された街のホールも一見の価値がある。2010年、広場の中央には清に対抗した地方反乱の指導者チュングンジャブ（英語版）の乗馬像が建設された。この像はダワードルジ（下記参照）の古い像を置き換えたものである。
- フブスグル県出身のモンゴル国境警備隊員で、1948年にホブド県と新疆ウイグル自治区との国境で戦死したダワードルジの記念碑は、中央広場の北東約300mにある国境の軍隊に移された。
- 空港前には、1930年代にジャルガラント（英語版）の町の近くでヒツジの革でできた翼を使って飛ぼうとした仏教の僧ハインザンギーン・ゲレンフー（英語版）（Хайнзангийн Гэлэнхүү; 1870–1938）の記念碑が建てられており、これも一見に値する[11]。
- 1949年に設立された県立美術館が中央広場と格闘場との間にあり、伝統的衣装、フブスグル県の少数民族の持ち物など約4000点の品が展示されている[12]。
- 格闘場は街の東部にある面白い現代様式の建物である。その前にはムルン出身の有名な格闘家3名を称える記念碑が建てられた。格闘場の反対側には子供向けの公園がつくられている。

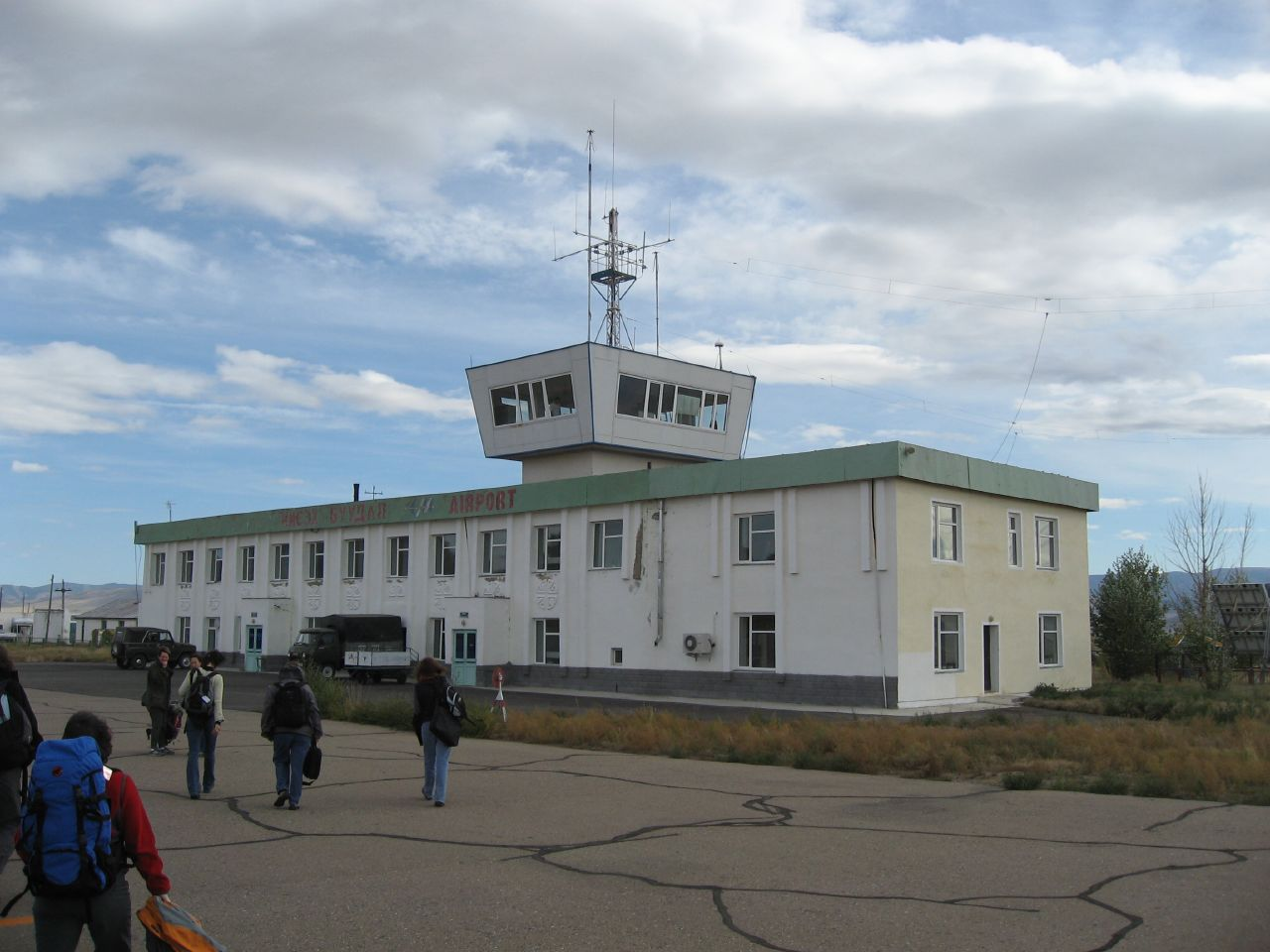
空港
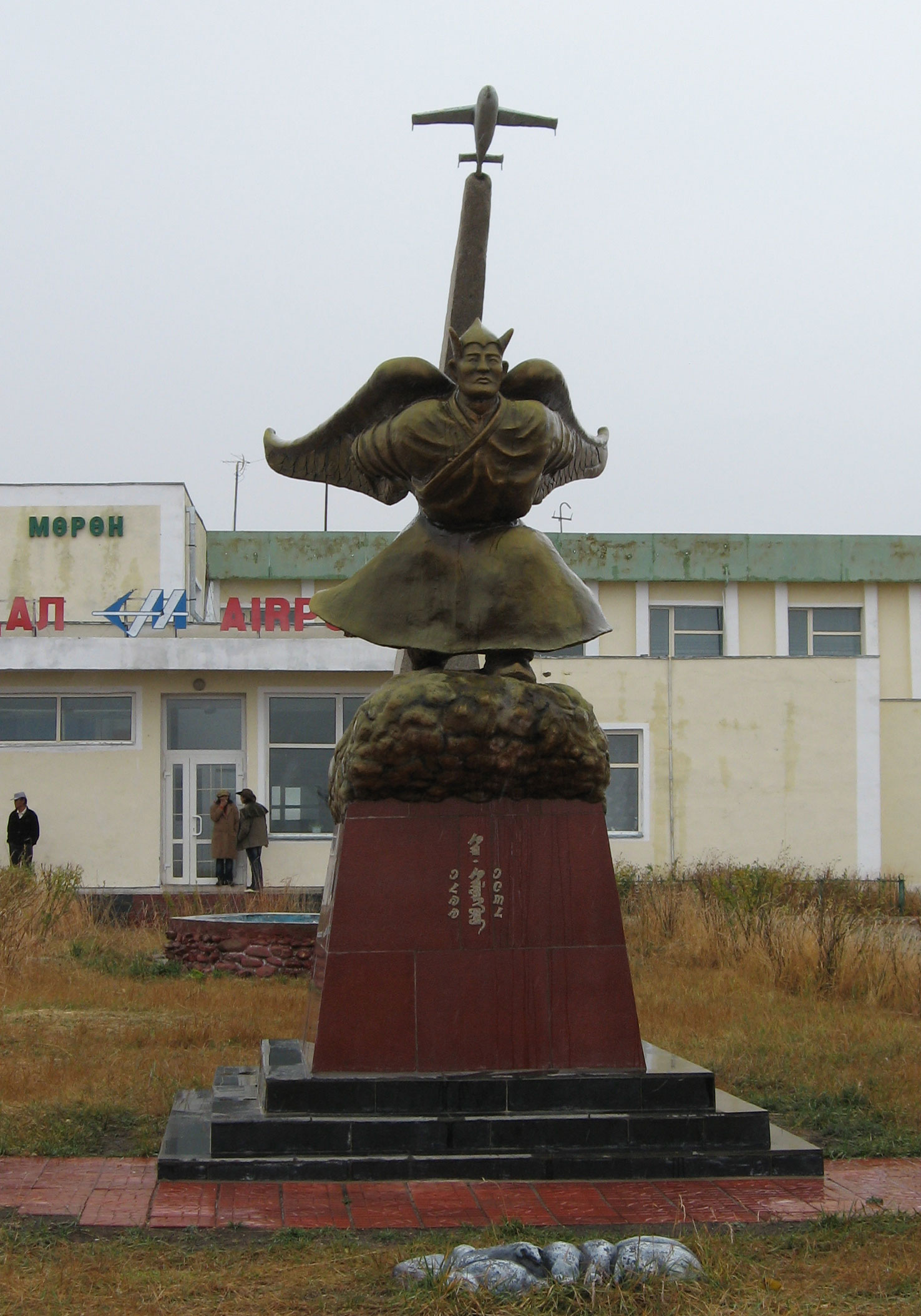
空港前のゲレンフー記念碑
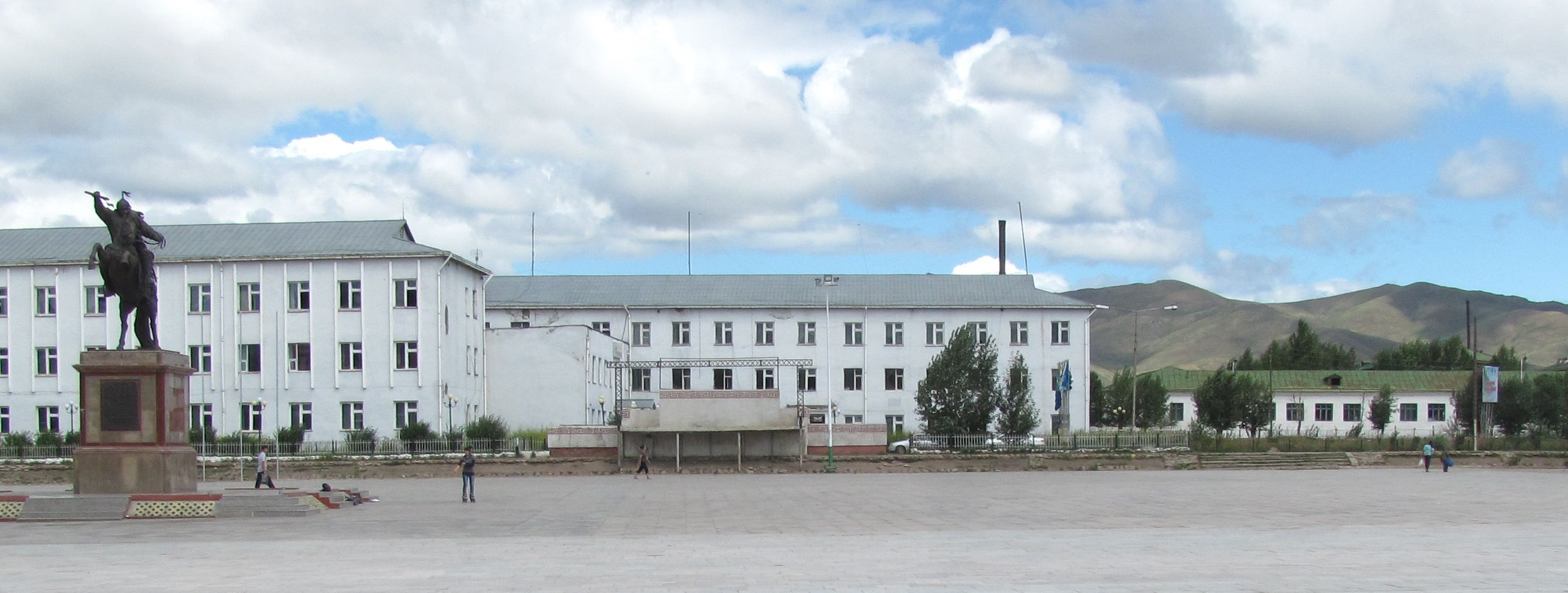
チュングンジャブ記念碑のある中央広場
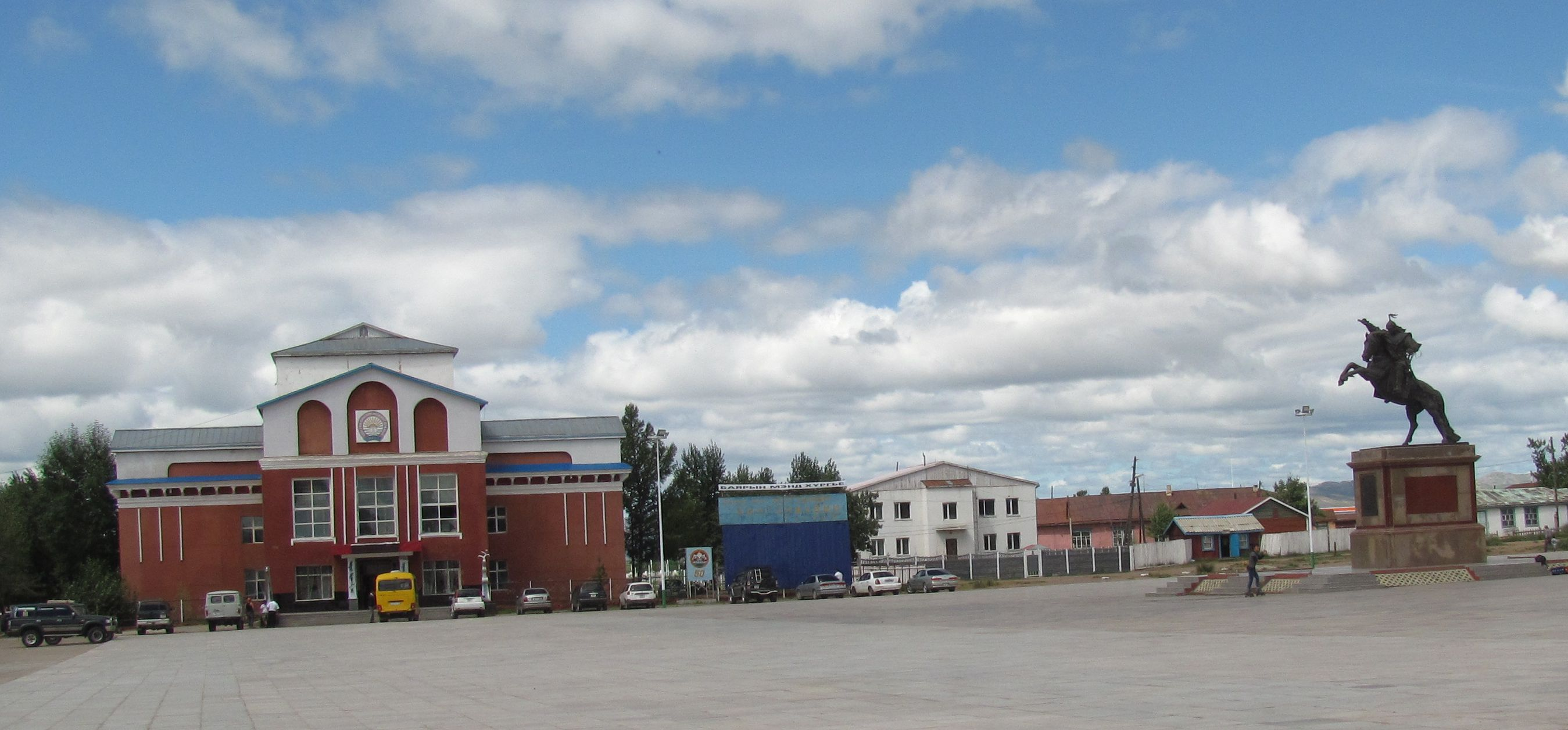
博物館
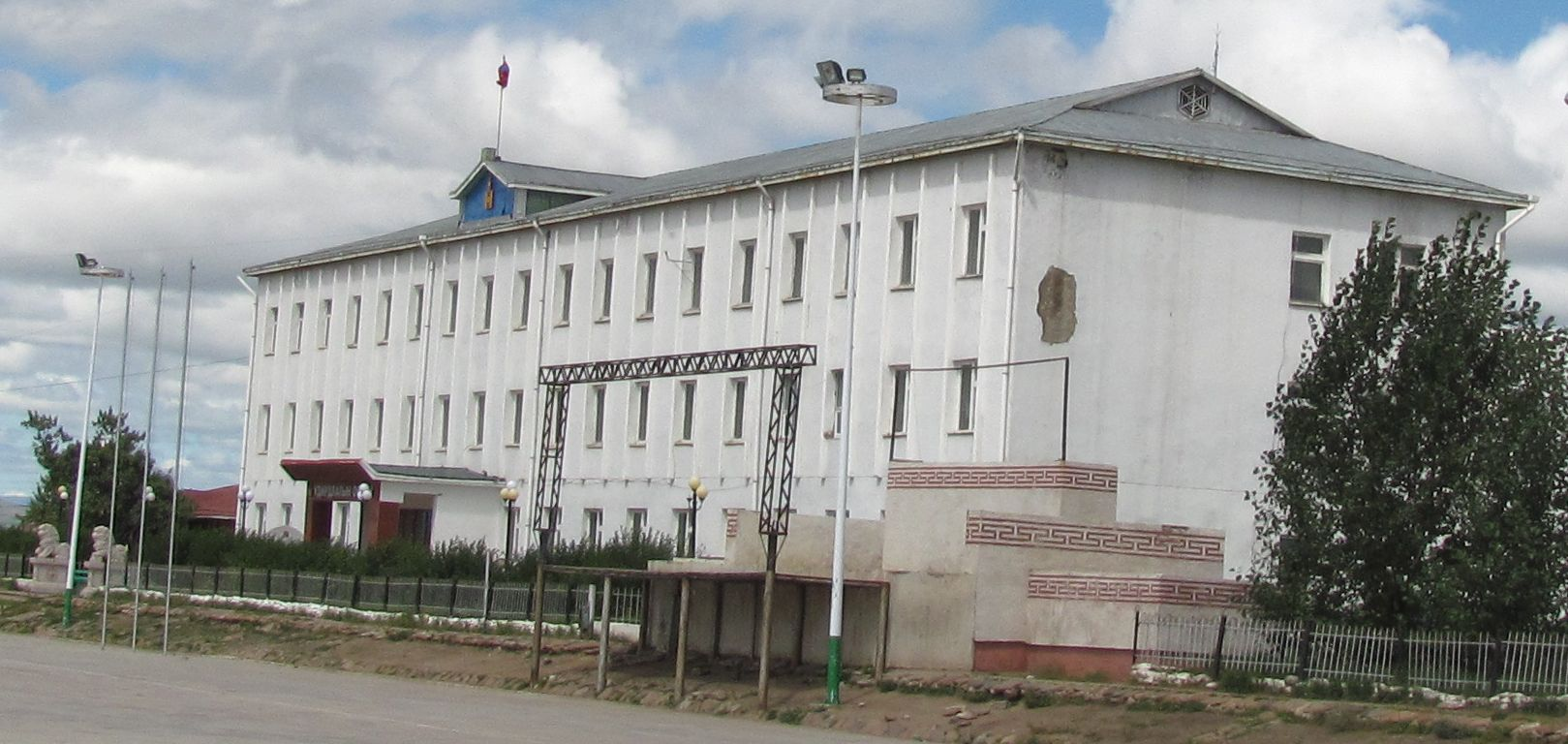
街の役所
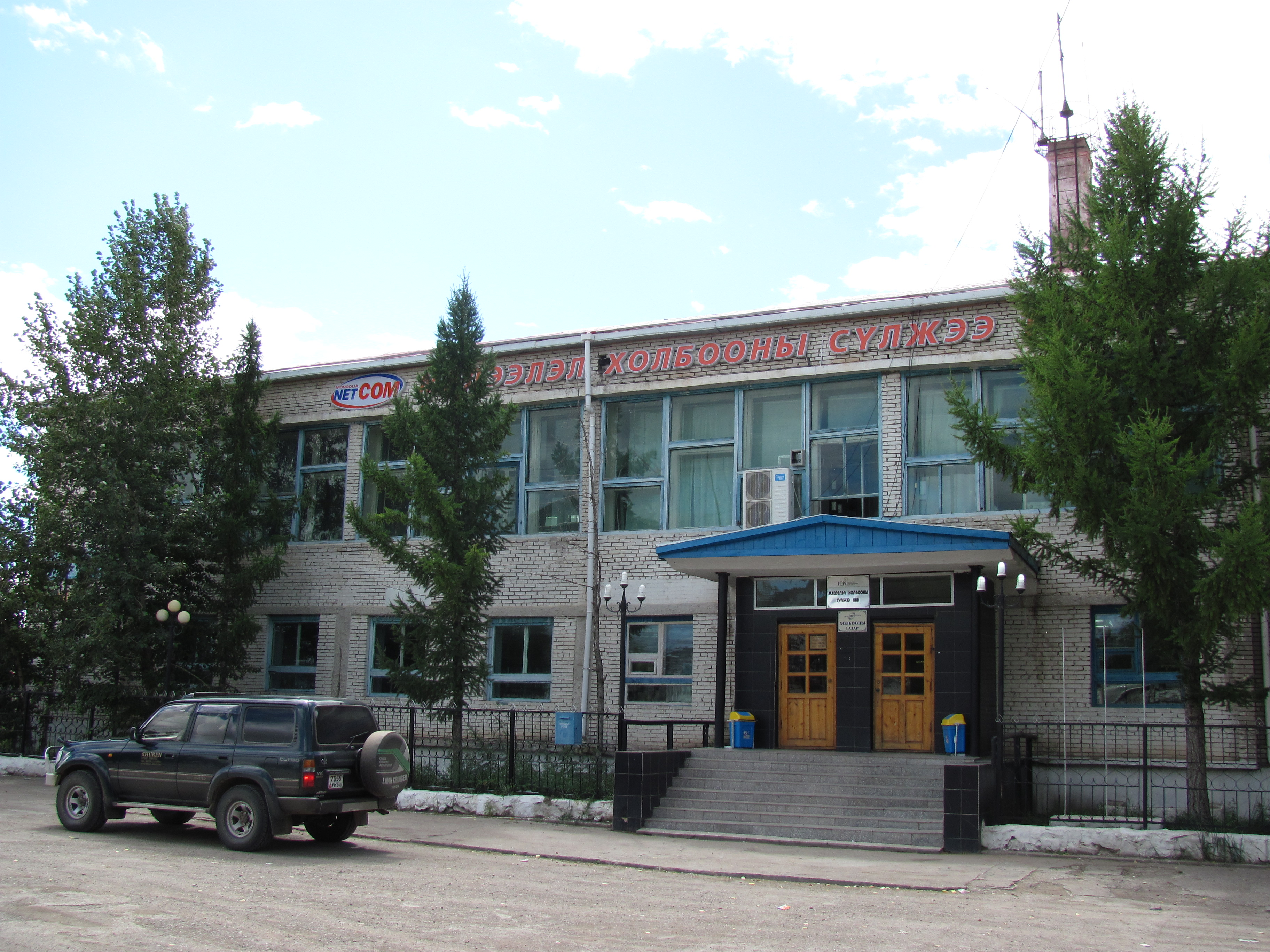
郵便局
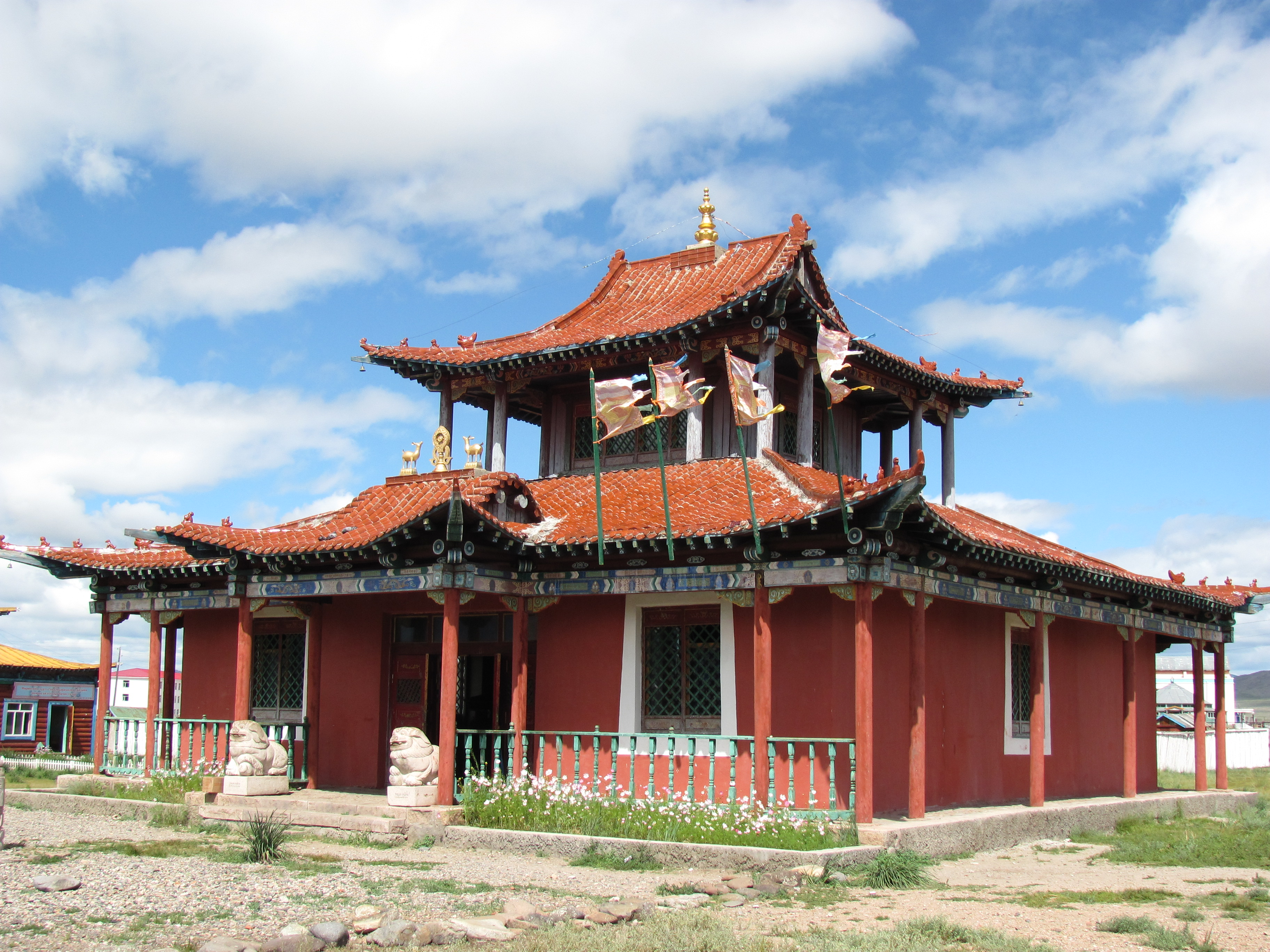
ダンザダルジャ キード修道院
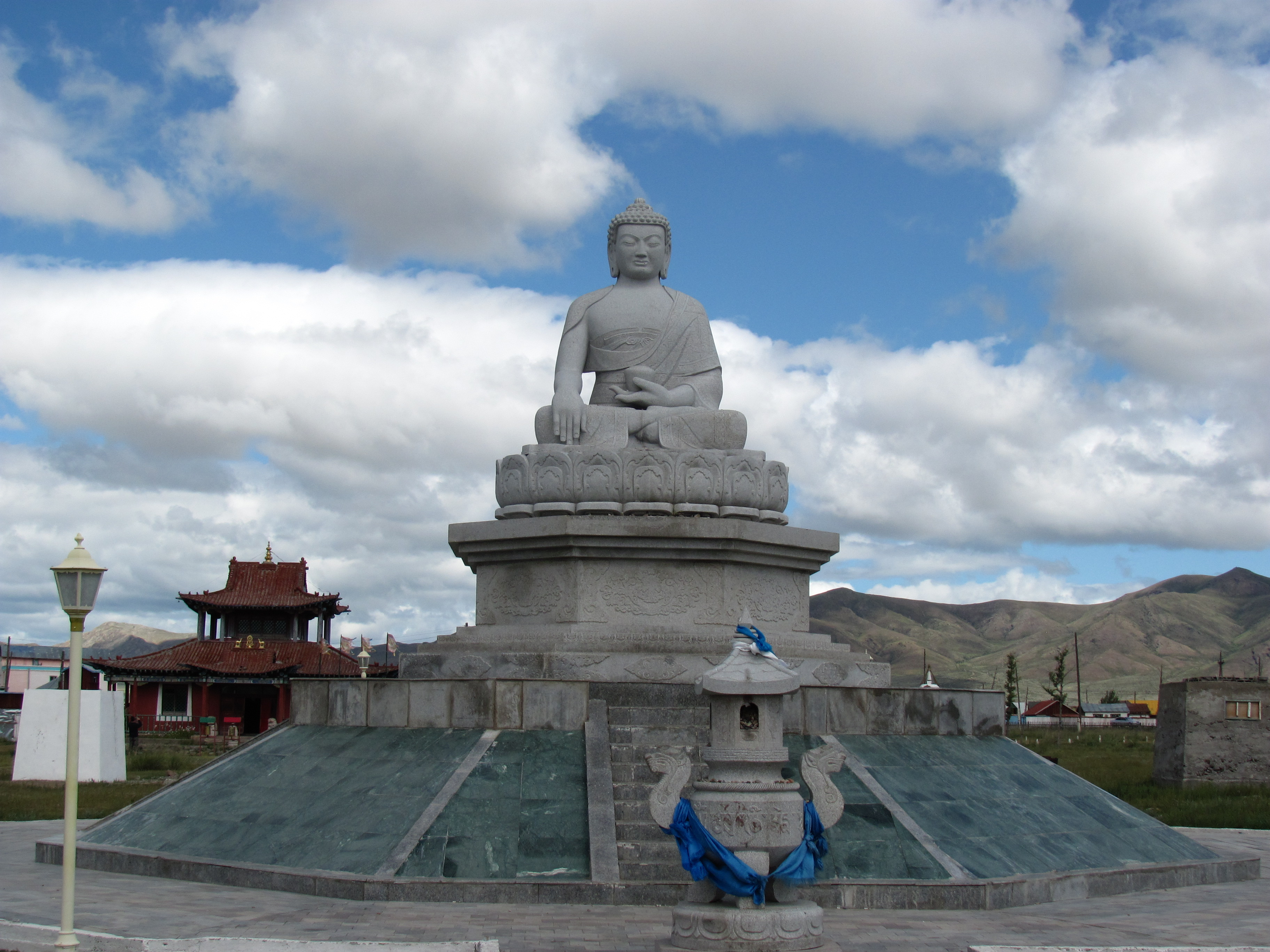
修道院にある仏像
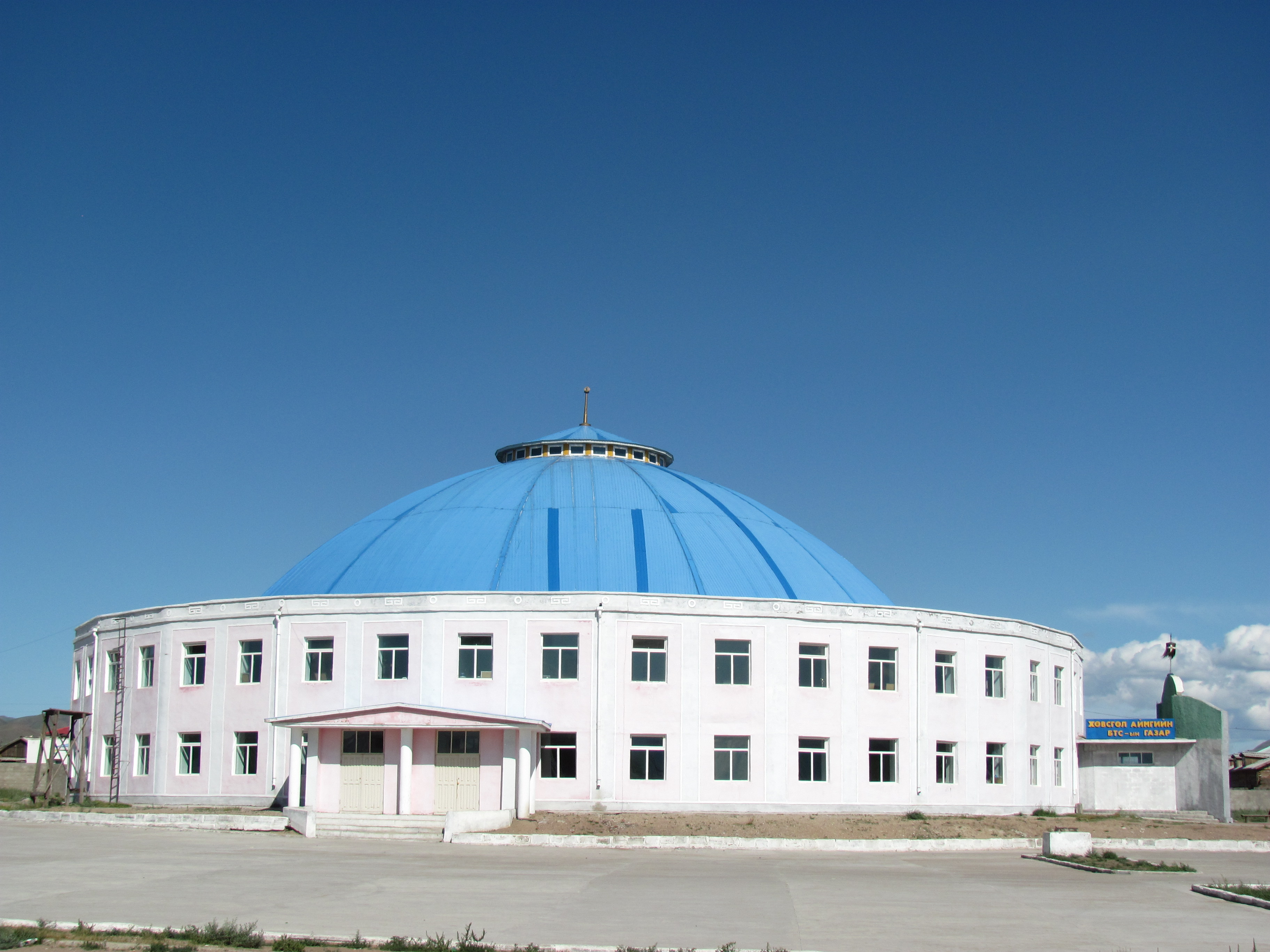
格闘場
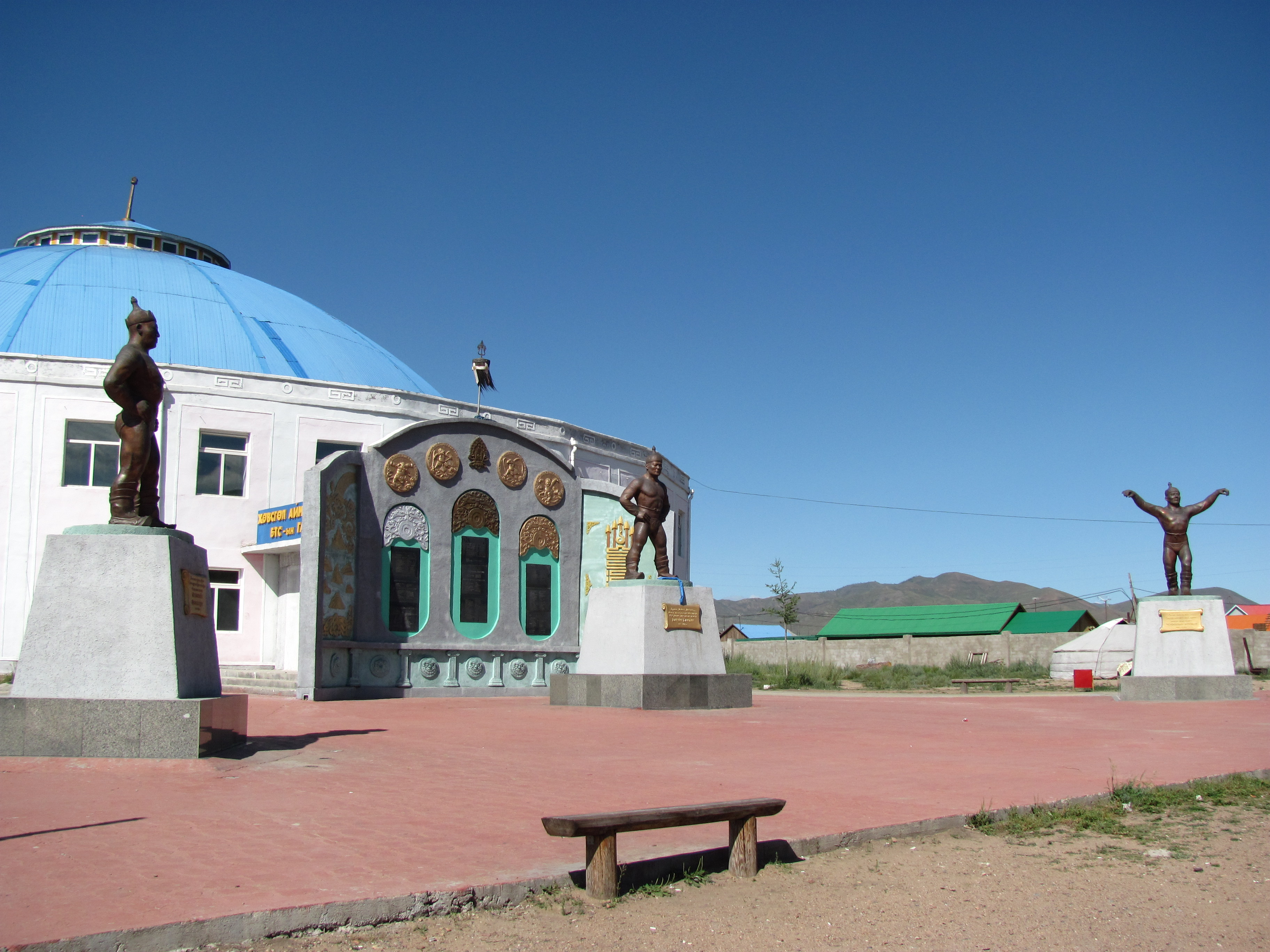
格闘家の記念碑

## 参照情報
1. ↑  “Ulaanbaatar Murun Paved Road Complete”. 2016年11月27日閲覧。
2. ↑  National Statistical Office Archived 2007年6月7日, at the Wayback Machine.
3. ↑  National Economy of the Mongolian People's Republic (1921 - 1981), Ulaanbaatar 1981
4. ↑  GeoHive: Global Statistics
5. ↑  Population Statistics: historical demography
6. ↑  M. Nyamaa, Khövsgöl aimgiin lavlakh toli, Ulaanbaatar 2001,passim
7. ↑  Rural Poverty Reduction Programme: official site Archived 2007年9月28日, at the Wayback Machine.
8. ↑  Khövsgöl Aimag Statistical Yearbook 2007[リンク切れ]
9. ↑  “Muren Climate Normals 1961-1990”.  National Oceanic and Atmospheric Administration. 2013年1月13日閲覧。
10. ↑  Michael Kohn: Mongolia, p. 150. London 2008.
11. ↑  Michael Kohn: Mongolia, p. 163. London 2008.
12. ↑  Marion Wisotzki: Mongolei, p. 232. Berlin 2010.